# 保険クリニック
保険クリニック（ほけんくりにっく）は、株式会社アイリックコーポレーションが全国に展開する来店型保険ショップブランド。

## 概要
保険クリニックは、株式会社アイリックコーポレーションが全国に展開する来店型保険ショップで、株式会社アイリックコーポレーションがフランチャイザー（本部）である。同社直営店のほか、フランチャイズ制度により複数の保険代理店が加盟している。「保険は家や職場に来る保険会社の担当者から加入するもの」という常識を破り、1999年12月、日本初の来店型保険ショップ「保険クリニック」をオープンさせた。

## 沿革
- 1999年12月 - 保険クリニック第一号店が本郷にオープン
- 2004年4月 - 汎用型保険IQシステム完成
- 2004年7月 - 日本初となる保険販売のフランチャイズを開始。保険クリニック「千葉店」「大阪店」がオープン
- 2008年 - 保険ショップ単独ブランド店舗数で日本一を達成
- 2014年9月 - 9月29日を『保険クリニックの日』と制定[1]
- 2018年9月 - 運営本部（フランチャイザー）である株式会社アイリックコーポレーションが東証マザーズに上場
- 2019年7月 - 店舗数が200店舗になる
- 2021年7月 - 店舗数が250店舗になる

## 特徴
独自に開発したシステム「保険IQシステム」を使用し、契約中の保険をビジュアルでわかりやすく表示して分析・診断を行う。また複数の保険会社の商品を同一フォーマットで比較することができる。
2020年5月よりオンライン保険相談を開始。
2020年オリコン顧客満足度調査来店型保険ショップランキング総合1位を獲得した。
2021年3月19日に「いっきゅうファミリーの保険ロボアドバイザー」をリリース。
2021年4月13日に「IQ（いっきゅう）くんのmy（まい）にち」をリリース。
2021年6月30日に「お手軽web保険診断」をリリース。

## 店舗
詳細は「公式サイトの店舗一覧」を参照
2019年6月にTSUTAYAとの業務提携を発表。「TSUTAYA」内に保険ショップを併設する店舗を拡大するとしている。

## マスコットキャラクター
保険クリニックで活用しているIQシステムの名称を盛り込んだオリジナルキャラクター。

### いっきゅうくん
普段はおっとりとしているが、いざとなると誰にも思いつかないような閃きを生み出す不思議な性格。9歳身長109cm

### IQ（いっきゅう）ファミリー
いっきゅうくんの両親・祖父母・兄弟の総称。みんなが安心して暮らせる時代2109年の未来からやってきた愛嬌のある不思議な生物。未来の生き物で在りながら、古き良き時代の家族像を持つ心温まるファミリー。

## その他

### フォトコンテスト
2011年から「わが家のフォトコンテスト」を開催している。

### スポンサー
2016年から福岡ソフトバンクホークスのオフィシャルスポンサーをつとめている。

### 社会貢献
保険クリニックの日を社会貢献活動の日とし、2017年9月から本格的に子どもを対象とした寄付活動や啓蒙活動を開始した。内閣府・文部科学省・厚生労働省などが運営している「子供の未来応援基金」に賛同し、「こどものみらい古本募金」のために保険クリニック店頭にて古本回収を実施している。
さらに、保険証券分析やSNS投稿を通じて、入院している子どもたちに笑顔を届ける活動をする認定NPO法人日本クリニクラウン協会へ寄付活動をしている。